# Gouvernante van de kinderen van Frankrijk

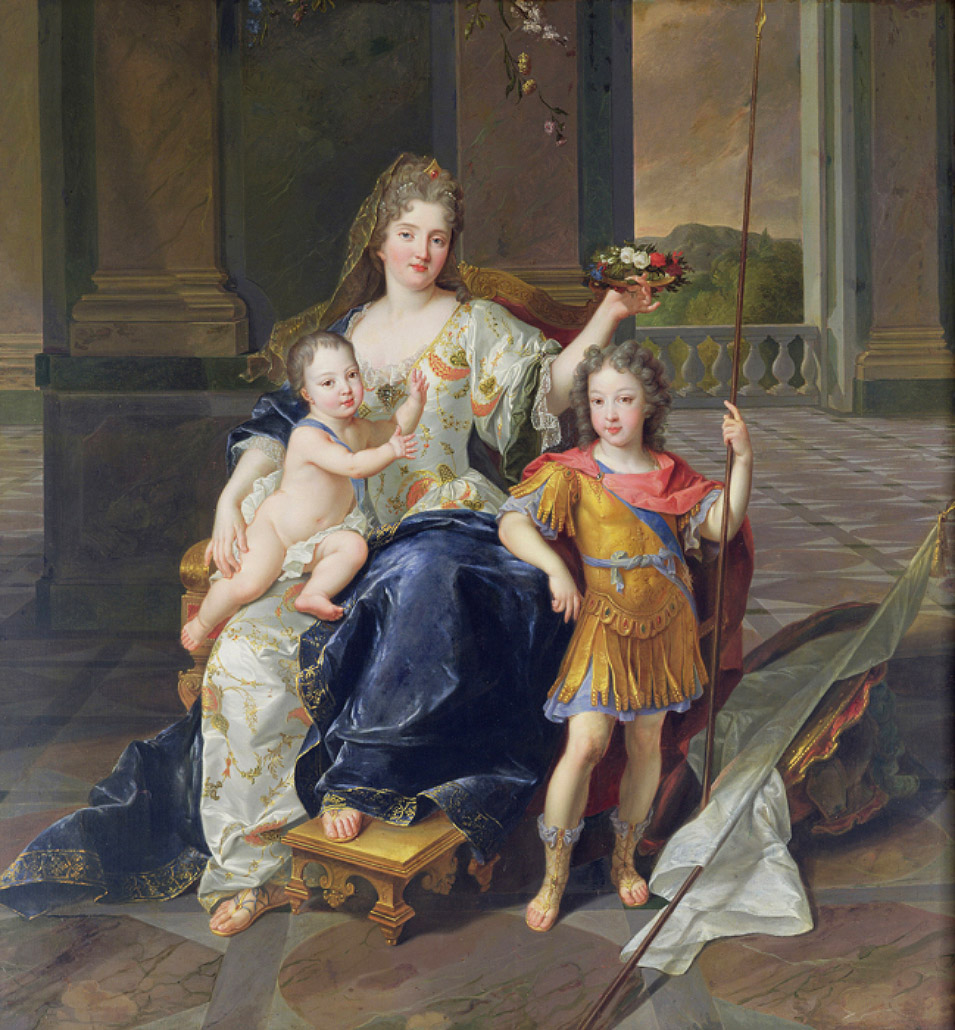
Portret van de hertogin van La Ferté-Senneterre met de toekomstige Lodewijk XV op haar schoot en de jonggestorven hertog van Bretagne (François de Troy, ca. 1711)

De gouvernante van de kinderen van Frankrijk of van de koninklijke kinderen (Frans: gouvernante des enfants de France of des enfants royaux) was de hoogadellijke vrouw die in het monarchale Frankrijk werd belast met de opvoeding van de kinderen en kleinkinderen van het koninklijk paar, onder wie de Dauphin. Deze gouvernante werd soms bijgestaan door ondergouvernantes. Het was gebruikelijk dat prinsen vanaf zevenjarige leeftijd (destijds de leeftijd van het verstand) het Huis van de Koningin verlieten om te worden doorgegeven aan de zorg van een mannelijke gouverneur. Prinsessen bleven onder de gouvernante.

## Overzicht

### Kinderen vanLodewijk XII
- 1510-1515: Michelle de Saubonne, verbonden aan Renée de France

### Kinderen vanFrans I
- 1518-15??: Charlotte Gouffier de Boisy
- Guillemette de Sarrebruck

### Kinderen vanHendrik II
- 1546-1557: Françoise d'Humieres
- 1548-1551: Jane Stuart, toegewezen aan Mary Stuart
- 1551-1557: Françoise de Paroy, toegewezen aan Marie Stuart
- 1551-1559: Marie-Catherine Pierrevive
- Louise van Clermont
- Claude-Catherine de Clermont
- Charlotte de Chabannes-Curton

### Kinderen vanKarel IX
- 1572-1578: Isabelle de Monthoiron

### Kinderen vanHendrik IV
- 1600-1615: Françoise de Montglat

### Kinderen vanLodewijk XIII
- 1638-1643: Françoise de Lansac
- 1643-1646: Marie-Catherine de Senecey

### Kinderen vanLodewijk XIV
- Ursule de Gontery, gouvernante van de dochters van de koningin
- 1661-1664: Julie d'Angennes, gouvernante van de Grand Dauphin, daarna gouvernante van de eremeisjes van de koningin
- 1661-1672: Louise de Prie, gouvernante van de Grand Dauphin.
- 1669-16??: Françoise d'Aubigné, gouvernante van de gewettigde kinderen van de koning

### Kinderen vanLodewijk van Frankrijk (1661-1711)
- 1682-1692: Louise de Prie

### Kinderen vanLodewijk van Frankrijk (1682-1712)
- 1704-1709: Louise de Prie
- 1709-1710: Marie de La Ferté-Senneterre
- 1710-1717: Charlotte de La Mothe-Houdancourt
- Anne-Julie-Adélaïde de Melun, gouvernante en survivance samen met de hertogin van Ventadour

### Kinderen vanLodewijk XV
- 1727-1735: Charlotte de La Mothe-Houdancourt
- 1735-1746: Marie-Isabelle de Rohan

### Kinderen vanLodewijk van Frankrijk (1729-1765)
- 1746-1754: Marie-Isabelle de Rohan
- 1754-1776: Marie-Louise de Rohan
- 1776-1778: Victoire de Rohan-Guéméné

### Kinderen vanLodewijk XVI
- 1778-1782: Victoire de Rohan
- 1782-1789: Gabrielle de Polignac
- 1789-1792: Louise-Elisabeth de Croÿ de Tourzel

### Kinderen vanKarel X
- 1775-17??: Adelaide de Galard de Brassac de Béarn

### Kinderen vanNapoleon I
- 1811-1815: Louise Charlotte Françoise de Montesquiou

### Kinderen vanKarel-Ferdinand van Artois
- 1819-1834: Marie Louise de Montaut de Navailles

### Kinderen vanLodewijk Filips I
- Félicité de Genlis